# 575
Năm 575 là một năm trong lịch Julius.